# Sewanee
Sewanee is een plaats (census-designated place) in de Amerikaanse staat Tennessee, en valt bestuurlijk gezien onder Franklin County.

## Demografie
Bij de volkstelling in 2000 werd het aantal inwoners vastgesteld op 2361.

## Geografie
Volgens het United States Census Bureau beslaat de plaats een oppervlakte van
12,0 km², geheel bestaande uit land. Sewanee ligt op ongeveer 609 m boven zeeniveau.

## Plaatsen in de nabije omgeving
De onderstaande figuur toont nabijgelegen plaatsen in een straal van 20 km rond Sewanee.